# NASA Pathfinder
NASA Pathfinder — експериментальний безпілотний літальний апарат з живленням від сонячних батарей. Створений компанією AeroVironment як перший із лінійки БПЛА, що працюють на сонячній енергії. Розроблений в рамках програми NASA Environmental Research Aircraft and Sensor Technology (ERAST). Був побудований для апробації технологій, які дозволять довголітаючим висотним літакам виконувати роль атмосферних супутників, виконувати завдання атмосферних досліджень, а також служити комунікаційними платформами. Був допрацьованих до моделі Pathfinder Plus. На основі них далі були розроблені літаки NASA Centurion і NASA Helios.

## Історія
AeroVironment розпочали роботи по створенню повномасштабних літаків на сонячній енергії з апаратів Gossamer Penguin і Solar Challenger наприкінці 1970-х — початку 1980-х років, після піонерської роботи Роберта Бушера, який побудував перші літаючі моделі на сонячній енергії в 1974 році. За програмою ERAST компанією AeroVironment побудувано чотири покоління безпілотних літальних апаратів великого часу польоту, першим з яких був Pathfinder.
У 1983 році компанія AeroVironment отримала фінансування від урядового агентства США, для секретного дослідження концепції БПЛА  «High Altitude Solar» або HALSOL. Прототип за програмою HALSOL вперше злетів у червні 1983 року. Дев'ять польотів HALSOL відбулися з соляної поверхні озера Грум (Зона 51) в Неваді. Керування польотом здійснювалися за допомогою радіоуправління, живлення — від акумуляторної батареї, оскільки літаки не були обладнані сонячними елементами. Аеродинаміка HALSOL була підтверджена, але дослідження привели до висновку, що ні фотоелектричні елементи, ні технології зберігання енергії не були достатньо зрілими, щоб практично втілити ідею на той момент, і тому HALSOL була призупинена .
У 1993 році, після десяти років зберігання, літак був повернутий до льотного стану для короткої місії Ballistic Missile Defense Organization (BMDO). Система живлення літака була вдосконалена поєднанням невеликих сонячних батарей і звичайних акумуляторів. П'ять низьковисотних рейсів були здійснені в рамках програми BMDO восени 1993 р. і на початку 1994 р .
У 1994 році напрацювання перейшли до програми NASA ERAST з метою розробки наукової платформи для нової авіаційної технології. На основі конструкції БПЛА HALSOL було побудовано літак Pathfinder. Назва «Pathfinder» вибрана не випадково — він був «буквально першопроходцем (англ. pathfinder) для майбутнього флоту літаків на сонячній енергії, які могли залишатися в повітрі протягом декількох тижнів або місяців на наукових дослідженнях і спостережних місіях» . Планувалася серія польотів, щоб продемонструвати, що надзвичайно легка і тендітна структура літака з дуже високим подовженням (співвідношення між розмахом і хордою крила) може успішно злетіти і приземлитися в аеропорту і при тому піднятися на висоту від 15 000 до 24 000 метрів, за рахунок сонячної енергії. Крім того, проект ERAST також повинен був визначити доцільність такого БПЛА як носій для приладів, що використовуються в різних наукових дослідженнях.
21 жовтня 1995 року наглядно проявився мінільний запас міцності конструкції літака, коли він був серйозно пошкоджений під час аварії на ангарі, проте згодом був відновлений .

### Польові випробування та записи
Основна наукова діяльність місій Pathfinder включала визначення стану поживних речовин у лісах, відростання лісу після пошкодження, викликаного ураганом «Iniki» у 1992 році, концентрації осаду і водоростей у прибережних водах та оцінка стану коралових рифів. Наукова діяльність координувалася науково-дослідницьким центром NASA Ames в кооперації з дослідниками з Гавайського та Каліфорнійського університету. В польотах Pathfinder випробував два науково-дослідні прилади ERAST: цифровий скануючий інтерферометр (DASI) з високою спектральною роздільною здатністю  і висотну просторову роздільну аерофотографічну систему (ARTIS), розроблену в Ames. Ці польоти проводилися на висотах від 6700 до 15000 м у 1997 році .
11 вересня 1995 року Pathfinder встановив неофіційний рекорд висоти для літаків, що працюють на сонячній енергії, 15000 м протягом 12-годинного польоту з льотно-дослідного центру NASA Dryden . Цей та наступні рекорди, що заявляються NASA для Pathfinder, залишаються неофіційними, оскільки вони не були підтверджені FAI, міжнародно визнаним органом у сфері санкціонування світових авіаційних рекордів. Національна Асоціація Аеронавтики США (National Aeronautic Association) присудила команді NASA ERAST нагороду за один з «10 найбільш пам'ятних рекордів» 1995 року .
Після подальших модифікацій, літак був перенесений на тихоокеанський ракетний полігон ВМС США на гавайському острові Кауаї. В одному з семи польотів здійснених на полігоні весною та влітку — 7 липня 1997 року, Pathfinder підняв рекорд висоти для літаків на сонячній енергії, а також пропелерних літаків до 21 800 м. Під час цих польотів, Pathfinder застосовував два легкі інструменти для візуального спостереження, щоб дізнатися більше про наземні та прибережні екосистеми острова, демонструючи потенціал таких літаків як платформи для наукових досліджень .

## Опис літака

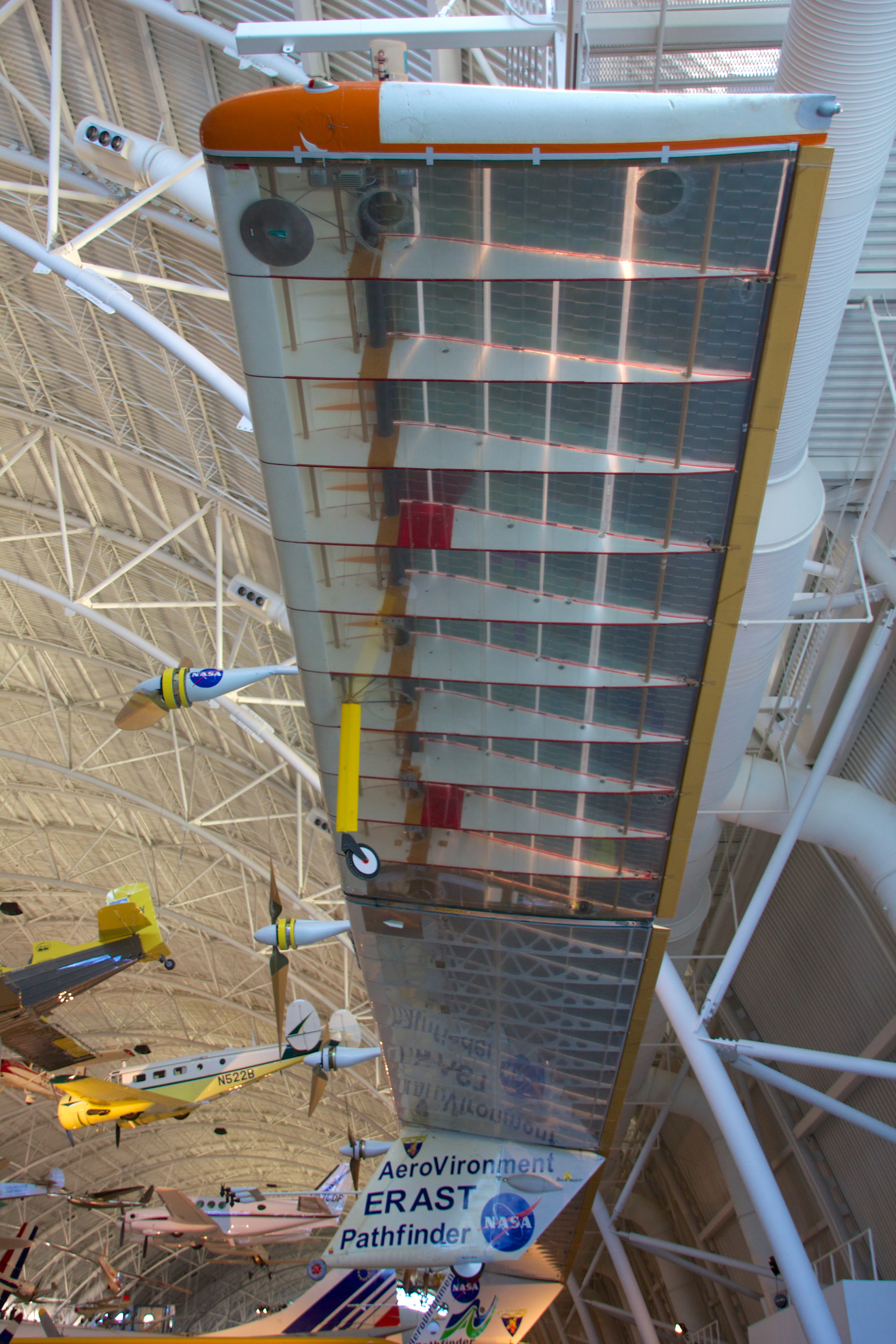
Pathfinder Plus в центрі Стівена Удвара-Гезі. Видно силовий набір крила

Pathfinder був спочатку оснащений вісьмома електродвигунами, згодом їх кількість було скорочено до шести, які спочатку живилися від батарей. Він мав розмах крила 30 м. На кожній з двох опор шасі міститься по два колеса. Батареї, контрольно-вимірювальну систему та комп'ютер керування польотом розміщено всередині опор. Після того, як літак перейшов в проект ERAST наприкінці 1993 року, додалися сонячні батареї, які згодом покрили всю верхню поверхню крила . Сонячні батареї забезпечують енергію для електродвигунів літаків, авіоніки, зв'язку та інших електронних систем. Pathfinder також мав резервну акумуляторну систему, яка могла забезпечити літак енергією на срок від двох до п'яти годин, щоб забезпечити політ обмеженої тривалості після настання темряви .
Швидкість польоту порівняно невелика — від 24 до 40 км/год. Управління тангажем реалізується за допомогою мініатюрних елеронів на задній кромці крила. Керування поворотом і нахилом здійснюється шляхом уповільнення або прискорення двигунів на відповідних ділянках крила .

## Pathfinder-Plus
Протягом 1998 року Pathfinder був модифікований у конфігурацію з більшим розмахом крила — Pathfinder-Plus. Він використовував чотири з п'яти секцій оригінального крила Pathfinder, але центральна секція крила була замінена на нову 13 метрову, що включала висотну аеродинамічну поверхню, призначену для наступних проектів — Centurion/Helios. Нова секція була вдвічі більшою, ніж оригінальна, і збільшила загальний розмах крила літака з 30 до 37 метрів. Вона була оснащена більш ефективними кремнієвими сонячними елементами, розробленими корпорацією SunPower у м. Саннівейл (Каліфорнія), які могли перетворити майже 19 % сонячної енергії, яку вони отримують, на корисну електричну енергію для живлення двигунів, авіоніки та систем зв'язку судна. Це гарне значення, порівняно з 14-відсотковою ефективністю старих сонячних батарей, які охоплювали більшу частину поверхні середніх і зовнішніх панелей крила оригінального Pathfinder. Максимальна потенційна потужність була збільшена з близько 7,5 кВт на Pathfinder до близько 12,5 кВт на Pathfinder-Plus. Кількість електродвигунів було збільшено до восьми, а мотори були замінені більш потужними агрегатами, призначеними для наступних літаків .
Льотні випробування Pathfinder-Plus, проведені влітку 1998 року, підтвердили енергетичні, аеродинамічні та системні технології для свого наступника Centurion. 6 серпня 1998 року Pathfinder-Plus довів ефективність своєї конструкції, піднявши рекорд висоти для польотів гвинтових літаків і літаків на сонячній енергії в США до 24 445 м .

### «Атмосферний супутник»
У липні 2002 року на борту Pathfinder-Plus проходило тестування релейного обладнання для комерційних комунікацій, розробленого компанією SkyTower, дочірньою компанією AeroVironment. SkyTower у партнерстві з NASA і міністерством телекомунікацій Японії, випробували концепцію «атмосферного супутника», успішно використовуючи літак для передачі як сигналу HDTV, так і сигналу бездротового зв'язку IMT-2000 (3G) з 20 000 м, що дає літаку еквівалентність 19 кілометрової радіовишки. Завдяки широкому куту огляду повітряного судна передавач використовував лише 1 Вт потужності, або 1/10000 енергії, необхідної для наземної вежі щоб забезпечити той же сигнал .
Рей Морган, президент компанії AeroVironment, описав створену систему як «атмосферний супутник», порівнявши функції апарату, що може дуже довго перебувати в польоті з штучним супутником Землі за їх можливим застосуванням .

## Технічні характеристики серії

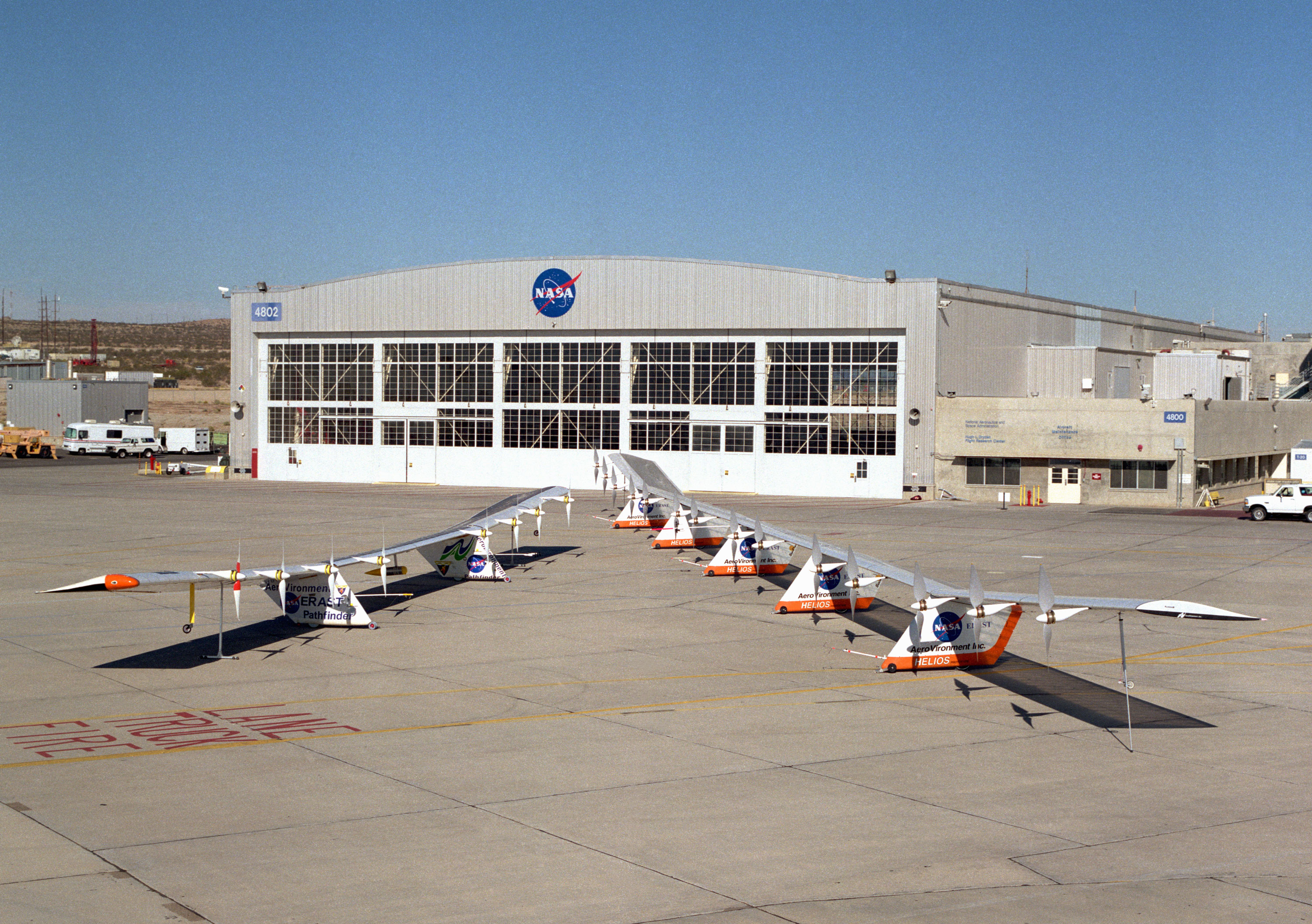
Pathfinder Plus (ліворуч) і прототип Helios (праворуч)

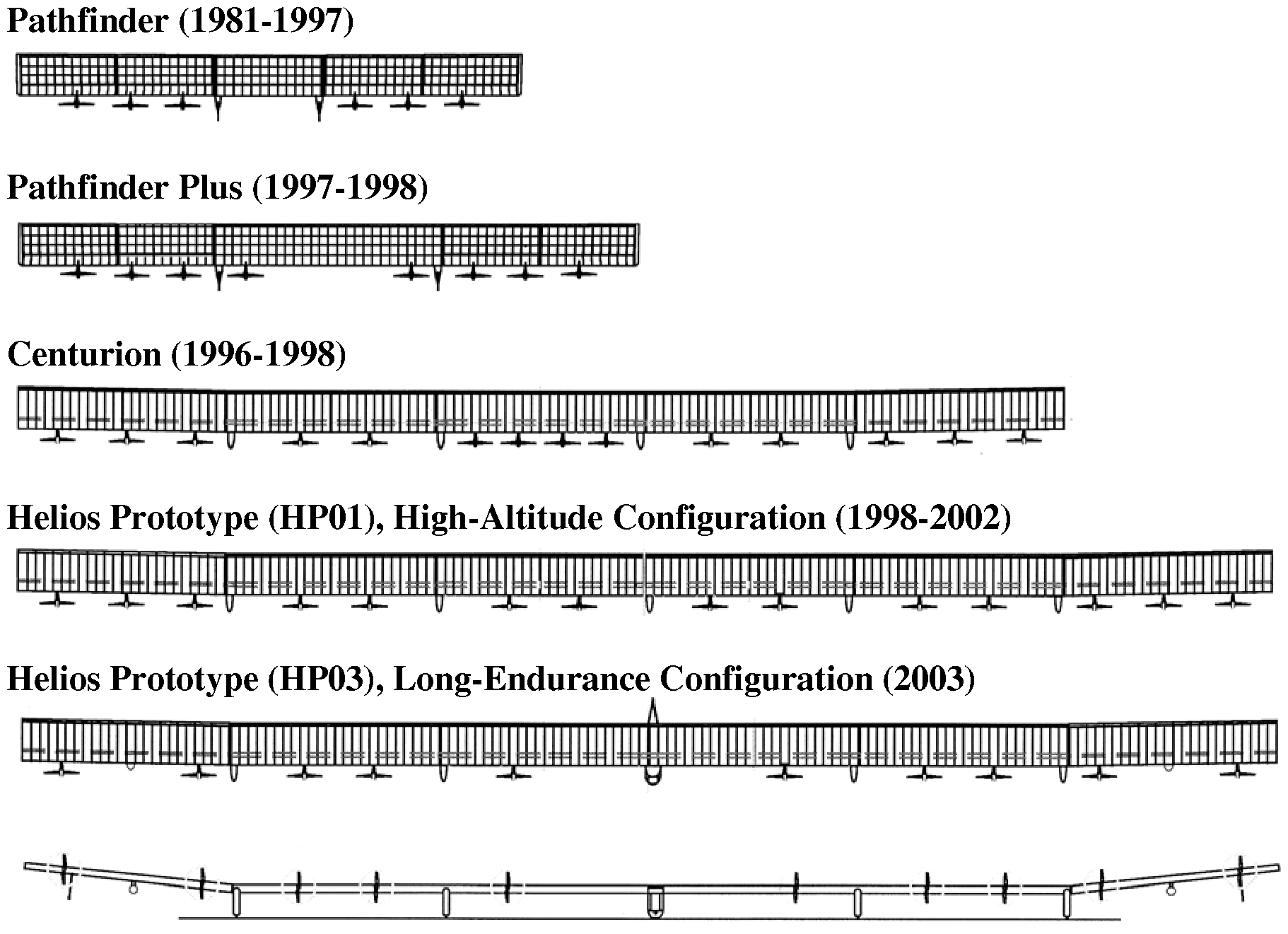
Еволюція літаків на сонячній енергії в програмі ERAST

### Модифікації
- Pathfinder
- Pathfinder-Plus — модифікація 1998 року із збільшеною до 37 метрів довжиною крила

### Наступні розробки
- Centurion — модифікація 1998 року з довжиною крила 63 метрів та збільшеною вантажопідйомністю, перший політ був виконаний 10 листопада 1998.
- Helios Prototype — подальша модифікація з довжиною крила 75 метрів, перший політ був виконаний наприкінці 1999 року, 26 червня 2003 БПЛА розбився при польоті над Тихим океаном [10]

|                                      | Pathfinder                          | Pathfinder-Plus                     | Centurion                           | Helios HP01                         | Helios HP03                         |
| ------------------------------------ | ----------------------------------- | ----------------------------------- | ----------------------------------- | ----------------------------------- | ----------------------------------- |
| Довжина, м                           | 3,6                                 | 3,6                                 | 3,6                                 | 3,6                                 | 5,0                                 |
| Хорда крила, м                       | 2,4                                 | 2,4                                 | 2,4                                 | 2,4                                 | 2,4                                 |
| Розмах крила, м                      | 29,5                                | 36,3                                | 61,8                                | 75,3                                | 75,3                                |
| Відносне подовження крила            | 12 до 1                             | 15 до 1                             | 26 до 1                             | 30,9 до 1                           | 30,9 до 1                           |
| Аеродинамічна якість                 | 18                                  | 21                                  | ?                                   | ?                                   | ?                                   |
| Швидкість (відносно повітря), км/год |                                     |                                     | 27–33                               | 30,6–43,5                           | ?                                   |
| Максимальна висота польоту, м        | 21 802                              | 24 445                              | н                                   | 29 523                              | 19 812                              |
| Порожній ваговий фунт (кг)           | ?                                   | ?                                   | ?                                   | 1,322 (600)                         | ?                                   |
| Макс. вага, кг                       | 252                                 | 315)                                | ± 862                               | 929                                 | 1 052                               |
| Корисне навантаження фунт (кг)       | 45                                  | 67,5                                | 45–270                              | 329                                 | ?                                   |
| Двигуни                              | електричний, 2 к.с. (1.5 кВт) кожен | електричний, 2 к.с. (1.5 кВт) кожен | електричний, 2 к.с. (1.5 кВт) кожен | електричний, 2 к.с. (1.5 кВт) кожен | електричний, 2 к.с. (1.5 кВт) кожен |
| Кількість двигунів                   | 6                                   | 8                                   | 14                                  | 14                                  | 10                                  |
| Потужність сонячних батарей, кВт     | 7.5                                 | 12.5                                | 31                                  | 35                                  | 18.5                                |
| Додаткове живлення                   | батареї                             | батареї                             | батареї                             | Li батареї                          | Li батареї, паливні елементи        |